# Plagiasma
Plagiasma là một chi bọ cánh cứng trong họ Chrysomelidae.
Chi này được miêu tả khoa học năm 1903 bởi Weise.

## Các loài
Chi này gồm các loài:
- Plagiasma sublineata Weise, 1903